# Kale Browne
David Charles „Kale” Browne (ur. 16 czerwca 1950 w San Rafael) – amerykański aktor telewizyjny i filmowy, znany jako doktor Miles Berman z opery mydlanej Dni naszego życia.

## Kariera
Urodził się w San Rafael w Kalifornii. W 1980 debiutował na szklanym ekranie w dramacie telewizyjnym Rape and Marriage: The Rideout Case u boku Mickeya Rourke, Lindy Hamilton i Ripa Torna. W latach 1986–93 i 1995–98 występował jako Michael Hudson w operze mydlanej NBC Inny świat (Another World). Od 5 marca 1998 do 11 kwietnia 2001 był adwokatem Samem Rappaportem w operze mydlanej ABC Tylko jedno życie (One Life to Live). Od 21 sierpnia do 29 grudnia 2006 i od 9 października 2007 do 12 marca 2008 grał postać doktora Miles Berman w operze mydlanej NBC Dni naszego życia (Days of Our Lives).
1 maja 1987 poślubił Karen Allen, z którą ma syna Nicholasa (ur. 14 września 1990). 6 czerwca 1998 rozwiódł się.

## Filmografia
- 1980: Dallas jako dziennikarz
- 1981: Knots Landing jako Paul Fairgate
- 1981: Dynastia jako lekarz
- 1983: Posterunek przy Hill Street jako Byron Whitcamp
- 1985: Alfred Hitchcock przedstawia jako ojciec Amandy
- 1986: Webster jako Kevin
- 1986–93: Inny świat (Another World) jako Michael Hudson
- 1990: Challenger (TV) jako Steven McAuliffe
- 1992: Krwawa pięść IV: Śmiertelna próba jako Weiss
- 1992: Prawnicy z Miasta Aniołów jako Alec Weston
- 1993: Wszystkie moje dzieci (All My Children) jako Dennis „Denny” Benton
- 1994: Matlock jako Brian Lowry
- 1995–98: Inny świat (Another World) jako Michael Hudson
- 1998-2001: Tylko jedno życie (One Life to Live) jako Sam Rappaport
- 2002: JAG - Wojskowe Biuro Śledcze jako kpt. Shaw
- 2003–: Szpital miejski (General Hospital) jako anchorman
- 2004: Boston Public
- 2004: Huff jako Ralph Johnson
- 2006: Dni naszego życia (Days of Our Lives) jako dr Miles Berman
- 2007: Dowody zbrodni jako Cliff Burrell
- 2007-2008: Dni naszego życia (Days of Our Lives) jako dr Miles Berman